# Дементьево (Сокольский район)
Дементьево — деревня в Сокольском районе Вологодской области.
Входит в состав городского поселения город Кадников, с точки зрения административно-территориального деления — в Кадниковский сельсовет.
Расстояние по автодороге до районного центра Сокола — 22 км, до центра муниципального образования Кадникова — 10 км. Ближайшие населённые пункты — Малая Мурга, Кобылкино, Воздвиженье.
По переписи 2002 года население — 2 человека.